# Desequilíbrio hormonal
Um desequilíbrio hormonal é qualquer alteração em excesso ou diminuição nos níveis dos hormônios no corpo, afetando nas suas funções. Existem muitas glândulas endócrinas no corpo como a glândula pituitária , tireóide , timo , glândulas supra-renais , e o pâncreas.  Se o desequilíbrio hormonal não for tratado, pode resultar em graves condições médicas, como diabetes . Se o desequilíbrio está ocorrendo na glândula pituitária, desordens de crescimento são possíveis. É mais comum em mulheres.

## Causas
Existem várias causas para o desequilíbrio. As causas comuns incluem pílulas anticoncepcionais, estresse , uso excessivo de cosméticos. Outras causas são falta de exercício, gravidez , lactação e estilo de vida sedentário.

## Sintomas
Alguns dos sintomas experimentados durante desequilíbrio hormonal são compartilhadas por homens e mulheres, enquanto alguns são mais específicos para cada gênero. Alguns dos sintomas mais comumente compartilhados incluem fadiga , problemas de pele ou acne , alterações de humor, problemas de peso, diminuição da libido, e perda de memória. Há também distúrbios como  artrite , síndrome de fadiga crônica , fibromialgia e ataques de ansiedade. A presença de infecções do trato urinário , aumento da secura na boca, olhos, genitália, ou anormal batimento cardíaco também pode ser experimentado. Além disso, a perda de cabelo pode ser diretamente atribuído aos níveis irregulares de hormônios no corpo.

## Tratamento
Não existe.